# Štefanija Fratnik
Štefanija Fratnik, slovenska sopranistka, operna in koncertna pevka ter pedagoginja, * 1. september 1910, Trst, † 18. oktober 1981, Ženeva.
Solopetje je v letih 1931–36 študirala na ljubljanskem Državnem konservatoriju. Izpopolnjevala se je na Dunaju (1936–38). Prvi javni nastop je imela leta 1935 v ljubljanski Operi, nato je bila med drugim stalno angažirana v Celovcu, od 1940 do 1946 v Bavarski državni operi v Münchnu in tu pela vloge melodramskega soprana. Po drugi svetovni vojni se je posvetila pedagoškemu delu v Ženevi.